# Xanthothrix callicore
Xanthothrix callicore är en fjärilsart som beskrevs av Otto Staudinger 1871. Xanthothrix callicore ingår i släktet Xanthothrix och familjen nattflyn. Inga underarter finns listade i Catalogue of Life.